# Trustin Farrugia Cann
Trustin Farrugia Cann (Birzebbugia, 29 dicembre 1985) è un arbitro di calcio maltese.